# Cecil Cunningham

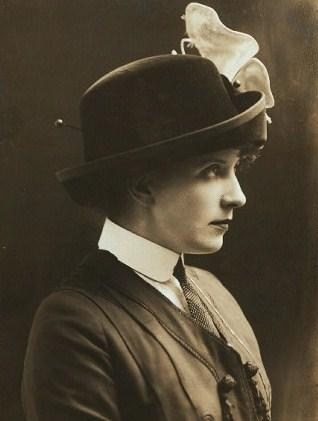
Cecil Cunningham, 1912.

Cecil Cunningham, född 2 augusti 1888 i St. Louis, Missouri, död 17 april 1959 i Los Angeles, Kalifornien, var en amerikansk skådespelare. På 1910-talet arbetade hon som skådespelare vid Broadway och hon kom senare att bli karaktärsskådespelare i Hollywood. Hon medverkade i över 80 filmer under åren 1929-1946.

## Filmografi, urval
- 1931 – De förtappades ö
- 1931 – Susan Lenox
- 1932 – Om jag hade en miljon
- 1932 – En läkares moral
- 1936 – Männen från storskogen
- 1937 – Min fru har en fästman
- 1938 – New Yorks undre värld
- 1939 – Jag svär vid mina ögon
- 1940 – Kitty Foyle – ung modern kvinna
- 1941 – Blommor i skugga
- 1941 – Kärlekens bakgata
- 1941 – Nymånen
- 1942 – Äro gifta män nödvändiga?
- 1946 – Vi möts och vi skiljs